# Søvnløshed
Insomni eller søvnløshed er en lidelse, der gør at man ikke kan sove. Enten fordi det er svært at falde i søvn, eller fordi det er svært at opnå en stabil søvn. Søvnløshed er en lidelse, der er svær at definere. Der er tre former; forbigående, akut og kronisk søvnløshed.
Den er en meget almindelig og rammer de fleste mennesker. I et moderne samfund lider ca. 5-10 % af søvnløshed. 
Søvnløshed kan være et symptom på forskellige lidelser. Den akutte form kan have meget forskellige årsager som bekymring, sorg, angst, jetlag, forventning om ikke at kunne sove eller stress. Grunden til insomni er den egentlige sygdom, hvor insomni blot er et symptom derpå.
Den kan også skyldes lyde, lys, sengen eller temperaturen. Akut insomni går over til kronisk insomni efter ca. 3 uger og kræver måske behandling. Den langvarige form af insomni kan skyldes psykiske lidelser som depression. Flere smertefulde sygdomme kan give insomni.
Behandlingen består i at finde årsagen. 